# 赫利尼亞內

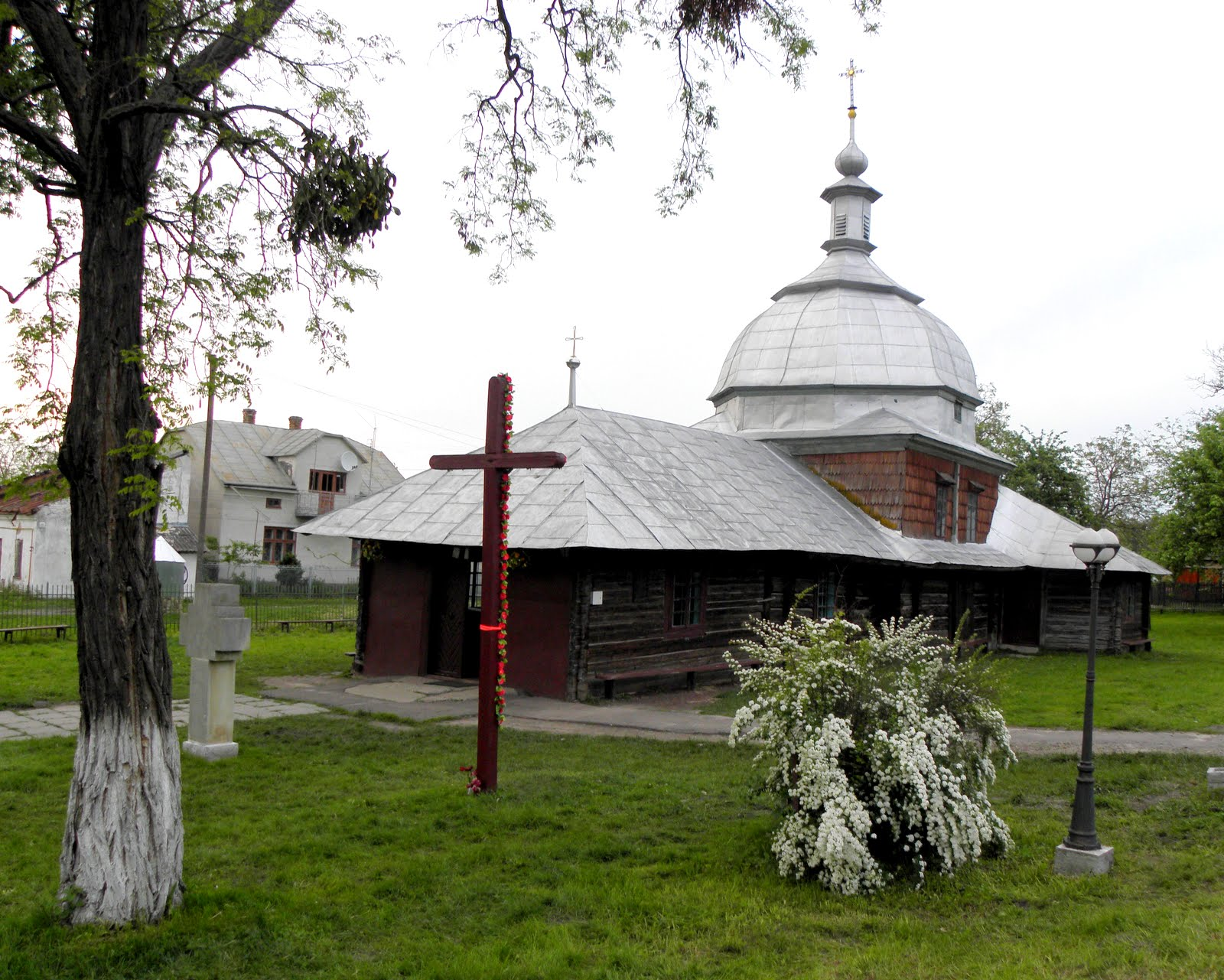
教堂

赫利尼亞內（烏克蘭語：Глиняни），又按俄语名译为格利尼亞內（俄语：Глиняны），是烏克蘭西部利維夫州利维夫区赫利尼亚内市镇内的城市及其行政中心。距離州府利維夫37公里，始建於1379年，面積5.45平方公里，海拔高度231米，2008年人口3,236。
49°49′24″N 24°31′00″E / 49.82333°N 24.51667°E